# St. Margaretha (Ramsbeck)

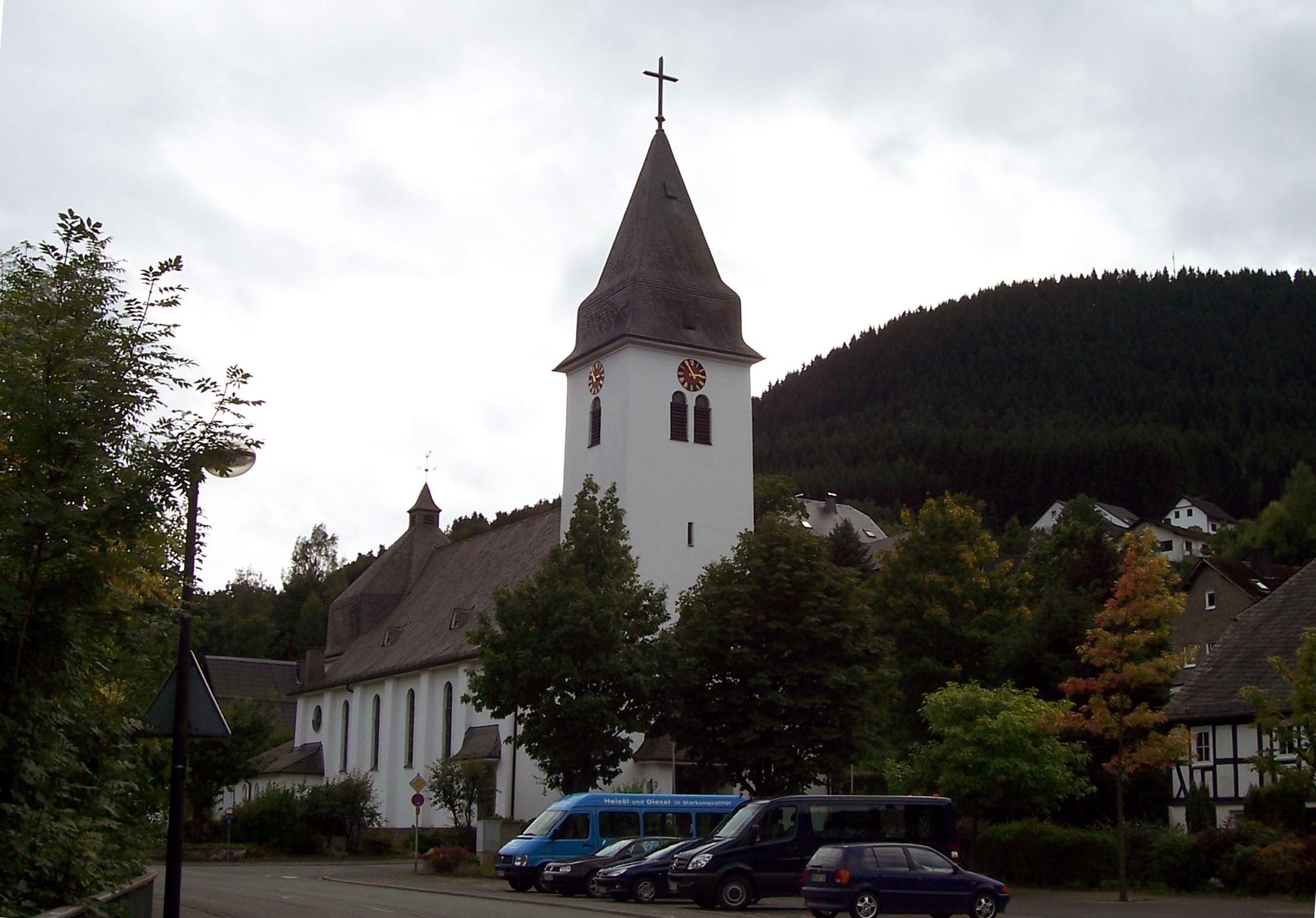
Pfarrkirche St. Margaretha

Die römisch-katholische Pfarrkirche St. Margaretha ist ein ortsbildprägendes Kirchengebäude in Ramsbeck, einem Ortsteil von Bestwig im Hochsauerlandkreis (Nordrhein-Westfalen). Die Vikarie wurde 1861 zu Pfarrei erhoben.

## Geschichte und Architektur
Wegen des Zuzuges von Bergleuten war die alte Kirche zu klein geworden. Die Vorgängerkirche wurde anstelle einer Kapelle 1848 gebaut. Sie wurde 1952 teilweise abgebrochen, im erhaltenen Teil ist ein Einkaufsmarkt untergebracht.
Der Grundstein der neuen Kirche wurde am 1. Dezember 1935 gelegt. Das Gebäude zu sechs Jochen wurde 1935/36 nach Plänen des Architekten Josef Ferber errichtet und am 8. Dezember 1936 eingeweiht. Der Kirchenbau gilt als eine für den Architekten charakteristische Lösung, er entfaltet seine Wirkung in seitlicher Ansicht. Das Altarhaus schließt sich an das breitere, rechteckige Schiff an. Die Traufe des Schiffes ist höher als die des Altarhauses, die Ecken sind abgeschrägt. Der Kirchturm ist halb in das Schiff eingezogen, als Vorbild diente der Turm der Kirche in Amecke. Turm und Altarraum sind mit gebauchten Zeltdächern bekrönt, das Schiff ist mit einem Satteldach gedeckt. Die Haube über dem Altarraum ist als  gestalterisches Gegengewicht zum Turm gedacht. Die Wände sind auf beiden Seiten durch je vier Rundbogenfenster und zwei Rundfenster gegliedert, die Bleiglasfenster entwarf der Glasmaler Freericks aus Hamm. Die verputzten Wände stehen über Werksteinsockeln, sie sind der örtlichen Bebauung angepasst. Die tonnenartigen Leichtgewölbe im Innenraum wirken wie eine durchgehende Einheit.  Im etwas erhöhten Altarhaus ruht ein Kuppelgewölbe über einem Pendentif. Eine umfangreiche Renovierung des Innenraumes wurde 2004 vorgenommen, die Kirchenmalerin Marie-Luise Daehne aus Berlin gestaltete zusammen mit dem Kunstschmied Walter Schneider aus Berlin die Kirche neu. Auf dem Kirchplatz steht eine Figur der hl. Barbara, sie ist die Schutzpatronin der Bergleute.